# Die Liebesblödigkeit
Die Liebesblödigkeit ist ein 2005 bei Hanser erschienener Roman von Wilhelm Genazino.

## Inhalt
Erzählt wird aus der Perspektive eines Intellektuellen, der sein Geld mit Vorträgen über die Apokalypse verdient. In komfortablen Hotels hält er Vorträge über die zu erwartende Gefahr eines Freizeitfaschismus, der die Deklassierung von Randgruppen als Unterhaltungsprogramm präsentiert und auf diesem Wege widerstandslos die Köpfe erobert. Die Welt der Fußgängerzonen, der verkorksten Intellektuellen und ihrer Projekte erscheint als absurd und zerstörerisch.
Dabei hat sich der 52 Jahre alte Held der Geschichte in diesem Szenario durchaus gemütlich eingerichtet. Zwei Geliebte, Sandra, Chefsekretärin, 9 Jahre jünger als er, und die Pianistin Judith, 52 Jahre alt, die von Nachhilfestunden und Klavierunterricht lebt, sorgen für Kontakt zu Erotik und Realität. Dennoch sieht der Held hier neben hypochondrischen Altersängsten den Kern seiner Probleme: Er sieht sich vor die Entscheidung gestellt, welche der beiden Frauen er verlassen soll.

## Themen
Der Roman kreist vor allem um das Thema des Alterns. Hypochondrische Ängste, äußerlicher Verfall und kleine Erkrankungen beschäftigen Haupt- und Nebenfiguren. Dabei werden Gesundheitssystem und Bemühungen um die eigene Gesundheit in ihrer Absurdität vorgeführt, vom Orthopädiefachgeschäft über das sportliche Engagement von Rentnern bis hin zur Einrichtung von Arztpraxen. Dabei führt gerade die Angst vor dem Verlust der Sexualität bei den alternden Figuren zu einer sarkastisch-detailliert geschilderten Experimentierfreude auf diesem Gebiet.
Ein anderes Thema sind die „beruflichen Grenzgänge der freischwebenden Intellektuellen“, die sich nicht in die Institutionen haben retten können. Panikberater, Ekelreferent, Schock- und Staubforscher, Beauftragter für Empörte in einem mittelständischen Betrieb unterhalten die etablierte Mittelschicht mit Vorträgen und werden dabei konfrontiert mit malenden Sekretärinnen oder absurden Geschäftsideen. Das Zerstörerische der postmodernen Welt erscheint im Narrenkostüm, selbst den Betroffenen der Rationalisierung und Marginalisierung gelingt es nicht, ihre eigenen Lebensprobleme wirklich ernst zu nehmen, solange es noch Lebensnischen gibt. Die „Verhunzung der Welt“ erscheint harmlos in den Absurditäten der Automatisierung, den hypochondrischen Ängsten, der Lächerlichkeit der Alltagswelt. Dem Helden des Romans erscheint die eigene Umwelt immer wieder als irreal, als zynische Inszenierung, der Kontakt zur Realität muss immer wieder erst bewusst hergestellt werden.
Die „Liebe“ beruht auf einem Geflecht von Missverständnissen und Lügen, wirkliche Offenheit oder echte Nähe erscheinen nur als wünschenswerte aber nicht realisierbare Forderung. Aber sie bleibt wichtigste Bewegungsenergie des Geschehens neben den beruflichen Aktivitäten, die allerdings ebenso als zweifelhaft unterminiert werden. Dennoch gibt es sie, die Momente von Toleranz für den anderen in seiner ganzen Zweifelhaftigkeit, in seinem Altern und mit seinen gesundheitlichen Problemen. Die Sexualität wird dabei relativ nüchtern und sachlich gelebt, ohne große Hemmungen und Illusionen machen vor allem die Frauen ihre Wünsche deutlich.
Die „Apokalypse“ durchzieht den Text als Motiv und nimmt dabei Bezug auf verschiedene Quellen von der Offenbarung des Johannes bis hin zu modernen Weltuntergangsszenarien und privaten Ängsten um die eigene Existenz. Dabei erscheint der Bezug auf die großen Katastrophen stets ironisch gebrochen, die wirklichen Probleme erscheinen als völlig privatisierte Reaktionen auf den alltäglichen Wahnsinn. Die Probleme der Menschheit interpretiert der Roman als nicht mehr dramatisierbar, die Zeit der großen Tragödien als abgeschlossen, zumindest in der bundesdeutschen Wirklichkeit. Dabei werden durchaus private Katastrophen und soziales Elend angesprochen, immer wieder begegnet der Ich-Erzähler Obdachlosen, Bettlern, Hinfälligen, verspürt auch die Verpflichtung, ein Almosen zu geben. Seiner Ich-bezogenen Perspektive entgeht der Erzähler jedoch nicht, auch nicht wenn unvermittelt Lebenskatastrophen sein Bewusstsein berühren, die Erinnerung an eine Abtreibung mit seiner Exfrau etwa, an die Armut der Kinderzeit. Am Ende unterzieht sich der Erzähler einer Therapie beim Panikberater, der ihm rät, zunächst vom Dache eines Hauses durch ein Fernglas die Umgebung zu beobachten, später Koffer mit überflüssigen Dingen aus seinem Leben irgendwo abzustellen und zu beobachten, was geschieht. Was er dabei entdeckt, sind zwei Dinge: Die bewundernswerten Hoffnungen und die Zeitlosigkeit der Kindheit und die Fähigkeit, sich von Dingen zu verabschieden, die unmittelbar zu seinem Leben gehörten. Der Roman erscheint in diesem Bereich als Lehrstück für stoische Gelassenheit.

## Stil
Die Ereignisse werden aus der Perspektive des männlichen Helden chronologisch erzählt. Dabei unterhält der Text vor allem durch Selbstironie, kleine witzige Anekdoten und Bonmots:
„Dabei habe ich mir immer gewünscht, daß es meinem Vater einmal besser gehen sollte als mir.“ (S. 121)
Zwischen Humor, Ängsten und Zynismus bewegt sich der Held durch die als absurd gezeichnete moderne Welt der Automatiken und Sinngebungsversuche. Auffällig ist das Präsens als durchgängige Zeitform des Erzählens, der Abschied vom Präteritum. Der Erzähler verbleibt in der Rolle des Beobachters, eine Perspektive, die er – wie Rückblenden zeigen – schon als Kind eingenommen hat. Wenn es eine Entwicklung des Erzählers gibt, dann besteht sie am ehesten darin, dass er seinen Unwillen, irgendeine Lebensentscheidung von Tragweite zu treffen, als unüberwindlich akzeptiert.

## Rezensionen
Helmut Böttiger schreibt in seiner Rezension Die Apokalypse trägt Stützstrümpfe (DIE ZEIT 24. Februar 2005 Nr. 9):
„Die Verhunzung der Welt schreitet fort. Und Wilhelm Genazino findet die passenden Sätze dazu. In den letzten Jahren ist der stille Autor, der seine Plaudereien am Rande des Abgrunds immer weiter trieb, insgeheim zum Protokollanten des gesellschaftlichen Bewusstseins geworden. Das ließ ihn bis zum Büchner-Preisträger aufsteigen. [...] Schon die Helden der letzten Bücher Genazinos waren allesamt Randfiguren des Kulturmilieus, unbezahlte Privatgelehrte, Außenseiter des Betriebs – mit dem freischaffenden Apokalyptiker hat der Autor jetzt die größtmögliche Nähe zu seiner eigenen Existenz als freier Schriftsteller erreicht. Damit ist die Resonanz auf seine letzten Romane auf den Punkt gebracht. Genazino beschrieb die Haltlosigkeit, und der Halt war plötzlich in Reichweite gerückt. Der Apokalyptiker erklärt seine Beliebtheit so: ‚Man hört mir gern zu, weil ich die Welt nicht völlig aufgebe.‘“
Patrick Bahners schreibt in seiner Rezension Er folgt errötend ihren Schuhen, Wilhelm Genazinos barmherzige Komik (FAZ 16. März 2005)
„Im Akt der Konzentration auf die Apokalypse fahren Hemmungen dahin; in der Endzeitangst kann man es sich gemütlich machen wie in einem Zugabteil, sofern man keine Rücksicht nimmt. [...] So fällt dem Ich-Erzähler im blitzblanken Schweizer Hotelzimmer eine tote Fliege ins Auge; ‚ganz wunderbar‘ will sie ihm erscheinen, der Kadaver als Repräsentant des Lebens mitten im sterilen Kitsch. Später erfahren wir, daß sein Vater Fliegen in der hohlen Hand zu fangen pflegte und sie bisweilen so lange ins Dunkel sperrte, bis sie wie tot auf den Küchentisch fielen. Wo wir auch hinkommen, dieses Unaussprechliche wird hier umkreist, sind unsere Eltern schon gewesen. Wiedergänger scheinbarer Möglichkeiten schamlos-unschuldigen Beobachtens begegnen dem Ich-Erzähler auf Schritt und Tritt in den emblematischen Figuren der Obdachlosen und der Kinder. Sie konfrontieren ihn, wenn er weitergeht, mit dem für Genazino charakteristischen Gedanken der diffusen Schuld des bloßen Lebens, das Wegsehen und Sterbenlassen ist. Über Bergson geht Genazino hinaus: Im Lachen über die peinliche Lage des Außenseiters, bei Bergson Indiz der Unbarmherzigkeit der Vergesellschaftung, möchte er eine unartikulierte Form der Anteilnahme sehen.“
Kritischer wertet Ijoma Mangold in der SZ (12. März 2005):
„Hören wir in einen seiner Vorträge hinein: ‚Die Preisgabe der Diskretion im öffentlichen Raum ist eine Vorstufe zum faschistischen Ordnungsdenken, sage ich mit leicht angehobener Stimme.‘ Natürlich ist das eine Richard-Sennett-Karikatur – als solche nicht nur vom Autor intendiert, sondern auch von seinem Ich-Erzähler selbst durchschaut. Über die bedenkliche Hohlheit seines Gewäschs ist sich dieser nämlich durchaus im Klaren. Sich aber über die Hohlheit der eigenen Handlungen bewusst zu sein und sie dennoch fortzusetzen, das macht den Zyniker aus. Der Held von Genazinos neuem Buch ist ein selbstzufriedener Zyniker. [...] Vielleicht sind tatsächlich zwei Frauen ‚die Mindestüppigkeit, mit der wir den Kampf gegen unser armseliges Leben antreten können‘. In jedem Fall ist das ein komischer Stoff. Aber gerade hier liegt das Problem. In früheren Büchern von Genazino war Humor immer so etwas wie ein existentielles Begleitgeräusch der individuellen Art seiner Figuren, durch die Welt zu gehen. In ‚Liebesblödigkeit‘ dagegen sehen wir einen Pointenkonstrukteur am Reißbrett arbeiten. ‚Ich hätte‘, sagt der Held zum Beispiel, ‚nicht gedacht, dass die Apokalypse in diesem Jahr so gut läuft.‘ Sagt er das extra so, weil man genau so einen komischen Satz baut? Manchmal hat man gar den Eindruck, dass der Ich-Erzähler nach besonders gelungenen Formulierungen wie der von der ‚Alterssicherung unserer Sexualität‘ oder der so genannten ‚Wackelerektion‘ kurz innehält und aus den Seiten heraus dem Leser ins Gesicht guckt, ob sich auf dessen Gesichtszügen denn auch ein Schmunzeln breit gemacht habe.“